# 동국정운 권1, 6
동국정운 권1,6(東國正韻 卷一,六)은 조선 세종 때 신숙주, 최항, 박팽년 등이 왕의 명으로 편찬하여 1448년(세종 30년)에 간행한 한국 최초의 표준음에 관한 책이다. 대한민국 서울특별시 성북구 간송박물관에 소장되어 있다. 
1962년 12월 20일 대한민국의 국보 제71호 동국정운 [권1,6](東國正韻<卷一,六>)으로 지정되었다가, 2010년 8월 25일 현재의 명칭으로 변경되었다.

## 개요
조선 세종 때 신숙주, 최항, 박팽년 등이 왕의 명으로 편찬하여 세종 30년(1448)에 간행한 우리나라 최초의 표준음에 관한 책으로, 6권 6책의 활자본이다.
중국의 운(韻)에 관한 책인 『홍무정운』에 대비되는 것으로, '동국정운'이란 우리나라의 바른 음이라는 뜻이다. 당시 혼란스럽던 우리나라의 한자음을 바로잡아 통일된 표준음을 정하려는 목적으로 편찬, 간행되었다.
이 책은 세종 29년(1447) 9월에 완성되자 간행하라는 임금의 명이 있었고, 이듬해인 세종 30년(1448) 11월에 성균관, 사부학당 등에 보급되어, 이 책이 간행되고 보급되었던 시기를 알 수 있다.
현재 이 책은 전 6권 가운데 1권과 6권만이 남아있다. 내용을 보면 본문의 큰 글자는 나무활자이고, 작은 글자와 서문의 큰 글자는 갑인자이다. 글자체는 큰 글자가 진양대군의 글씨이다.
우리나라에서 최초로 한자음을 우리의 음으로 표기하였다는 점에서 큰 의의를 가지고 있으며, 국어연구자료로서의 중요성도 『훈민정음』과 쌍벽을 이룰 정도로 높이 평가되고 있다. 또한 한자음의 음운체계 연구에 있어서뿐만 아니라, 훈민정음의 글자를 만든 배경이나 음운체계 연구에 있어서 기본자료가 된다.

## 갤러리

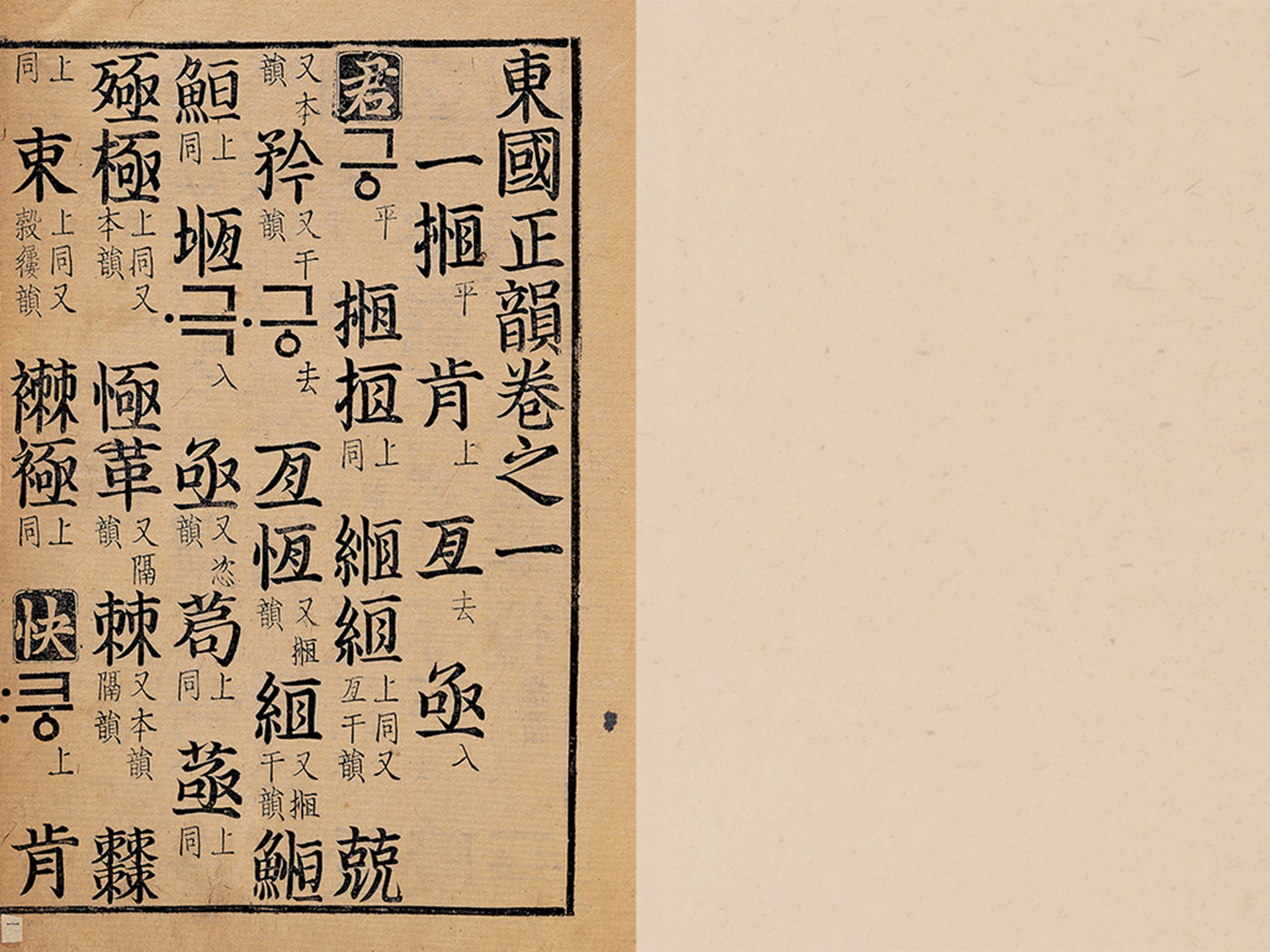

## 같이 보기
- 동국정운

## 참고 자료
- 동국정운 권1, 6 - 국가유산청 국가유산포털